# Sana Gurban
Sana Gurban (en azerí: Sənə Qurban) es una canción azerbaiyana de Alekber Taghiyev con letra de Mikayil Mushfig. Fue lanzado por primera vez en 1968 por Zeynab Khanlarova.
En Siria, la canción "Sana Gurban" fue interpretada en árabe por el personaje principal del popular programa de televisión de 1972 "Sah Al-Noom". Una versión armenia de la canción, "Karoun Karoun", fue lanzada en 1973 por el cantante libanés-armenio Adiss Harmandian.
La canción se cantó en 2012 durante las protestas contra el gobierno en Siria, y los manifestantes reemplazaron el texto original con demandas de renuncia de los líderes del país.